# Lijst van Belgische adelsverheffingen 1947
Personen die in 1947 in de Belgische adel werden opgenomen of een adellijke titel verkregen.

## Baron
- Emile Casteur (1882-1953), diplomaat, directeur-generaal Buitenlandse Handel, erfelijke adel en de titel baron, overdraagbaar bij eerstgeboorte (uitgedoofd in 1953).
- Raoul Richard, minister, erfelijke adel en de titel baron, overdraagbaar bij eerstgeboorte.